# غابي عيسى خوري
غابي عيسى خوري (مواليد 17 سبتمبر 1960) رياضي لبناني. شارك في منافسات الوثب الطويل للرجال في دورة الالعاب الاولمبية الصيفية 1984.